# Kalidonia

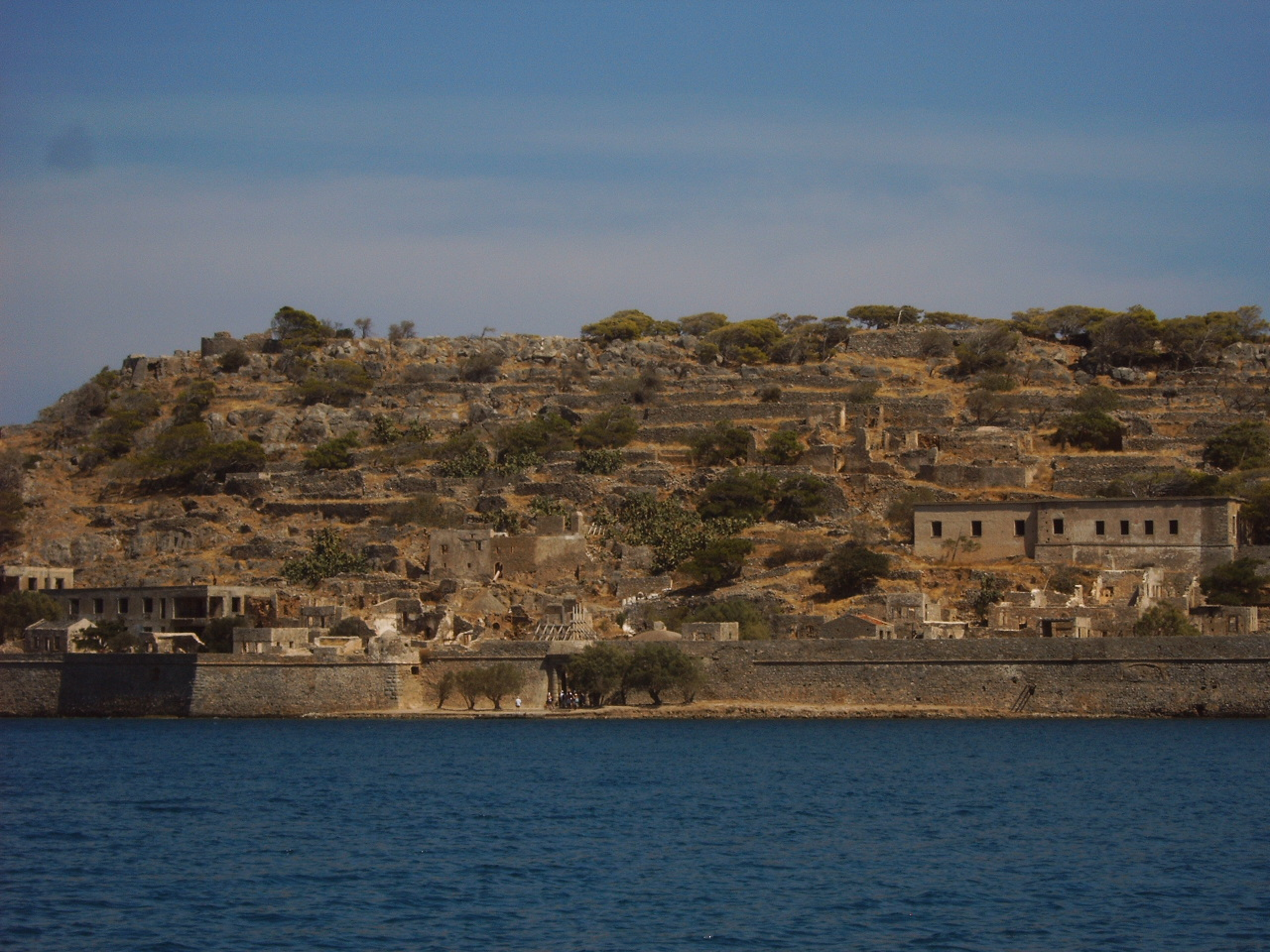
Fort op Kalidonia

Kalidonia (Grieks: Καλυδών) is een eiland vlak voor de oostkust van Kreta in de Baai van Elounda. Het heeft een lengte van ongeveer 500 meter en de grootste breedte meet 200 meter. Vaak wordt het aangeduid als Spinalonga, maar dat is eigenlijk een groter schiereiland waar Kalidonia deel van uitmaakt. Kalidonia bevindt zich op de meest noordelijke punt van Spinalonga (grieks: Σπιναλόγκα), gescheiden van het vasteland door een kleine honderd meter water.
Op het eiland staat een Venetiaans fort uit 1579. Het heeft de reputatie oninneembaar te zijn. Dat heeft zijn wortels in de realiteit. Toen de Turken rond 1670 het vasteland van Kreta veroverden, bleef Kalidonia nog 45 jaar in handen van de Venetianen. Deze gaven het eiland pas over aan de Turken in 1715, nadat een akkoord was gesloten waarbij de Venetianen ongemoeid de aftocht konden blazen. De Turken hielden zich niet aan het akkoord en moordden alle mannen van Kalidonia uit en verkochten de rest als slaven. Toen Kreta niet meer onder Turkse invloed stond, bleef Spinalonga nog jarenlang bewoond door de Turken. Toen de Kretenzers besloten om er een leprakolonie van te maken vertrokken de laatste Turkse bewoners snel.
Onder het fort werd in 1903 een dorp gebouwd dat vanaf 1904 werd bewoond door de eerste leprozen. In die tijd werden, om te voorkomen dat de ziekte zich op Kreta en in andere delen van Griekenland verder zou uitbreiden, de zieken naar het eiland verbannen. Bovendien werden melaatsen overal verbannen terwijl ze op Spinalonga allemaal redelijk vredig samen leefden in hun eigen weliswaar afgeschermde wereld.
In de hoogtijdagen verbleven er 1100 patiënten op het eiland. Vanwege de isolatie is daar een zelfstandige leefgemeenschap ontstaan die tot halverwege de 20e eeuw in stand bleef. In 1957 werd de laatste leprapatiënt overgebracht naar een ziekenhuis en raakte het eiland onbewoond.  Kalidonia is een toeristische trekpleister waarnaar regelmatig boten vertrekken vanuit Agios Nikolaos, Elounda en Plaka.